# La Villa-Basílica (estación)
La Villa-Basílica es una de las estaciones que forman parte del Metro de la Ciudad de México, perteneciente a la Línea 6. Se ubica al norte de la Ciudad de México, en la alcaldía Gustavo A. Madero.

## Información general
Toma su nombre por estar situada en las cercanías de la Basílica de Guadalupe. El nombre de la estación se debe a que originalmente esta estación fue inaugurada bajo el nombre únicamente de La Villa, debido a que está ubicada en la zona conocida como La Villa de Guadalupe, mientras que Basílica era la estación ahora llamada Deportivo 18 de Marzo debido a que al ser construida era la más cercana a la Basílica de Guadalupe; fue hasta el 24 de septiembre de 1996, que para evitar confusiones las dos estaciones cambiaron nombre a su nombre actual, juntando el símbolo y el nombre en esta estación, formado así La Villa-Basílica. Su emblema está formado por la silueta de la nueva Basílica (anteriormente símbolo de la estación Basílica) y una representación de la imagen de la Virgen de Guadalupe (anteriormente símbolo de la estación La Villa); también existe una variante en uno de los letreros exteriores con la imagen de la Coatlicue, ya que en la época prehispánica existió un templo dedicado a la diosa Coatlicue o Tonāntzin.

### Afluencia
La afluencia en 2014 fue de:
- Total: 4,796,292
- Promedio diario: 13,141
- Mínima: 8,120
- Máxima: 26,452

Así se ha visto la afluencia de la estación en los últimos 10 años:
| Afluencia Anual de Pasajeros (Línea 6) | Afluencia Anual de Pasajeros (Línea 6) | Afluencia Anual de Pasajeros (Línea 6) | Afluencia Anual de Pasajeros (Línea 6) | Afluencia Anual de Pasajeros (Línea 6) | Afluencia Anual de Pasajeros (Línea 6) |
| -------------------------------------- | -------------------------------------- | -------------------------------------- | -------------------------------------- | -------------------------------------- | -------------------------------------- |
| Año                                    | Afluencia                              | A Diario                               | Ranking Anual                          | Aumento%                               | Ref.                                   |
| 2023                                   | 3,750,014                              | 10,274                                 | 119°/195                               | +5.85%                                 | [ 3 ]                                  |
| 2022                                   | 3,542,814                              | 9,706                                  | 119°/195                               | +54.51%                                | [ 4 ]                                  |
| 2021                                   | 2,292,984                              | 6,282                                  | 129°/195                               | -3.91%                                 | [ 5 ]                                  |
| 2020                                   | 2,386,295                              | 6,519                                  | 140°/195                               | -56.14%                                | [ 6 ]                                  |
| 2019                                   | 5,440,130                              | 14,904                                 | 121°/195                               | -3.46%                                 | [ 7 ]                                  |
| 2018                                   | 5,635,079                              | 15,438                                 | 117°/195                               | +0.19%                                 | [ 8 ]                                  |
| 2017                                   | 5,624,559                              | 15,409                                 | 113°/195                               | -0.89%                                 | [ 9 ]                                  |
| 2016                                   | 5,674,969                              | 15,505                                 | 116°/195                               | -3.08%                                 | [ 10 ]                                 |
| 2015                                   | 5,855,376                              | 16,042                                 | 108°/195                               | +10.43%                                | [ 11 ]                                 |
| 2014                                   | 5,302,469                              | 14,527                                 | 115°/195                               | -4.68%                                 | [ 12 ]                                 |

## Conectividad

### Salidas
- Poniente: Avenida Ricarte entre Calzada de los Misterios y Calzada de Guadalupe, Colonia Tepeyac-Insurgentes.
- Oriente: Calle Alberto Herrera entre Calzada de Guadalupe y Calle Cuauhtémoc, Colonia Aragón-La Villa.

### Conexiones
Existen conexiones con las estaciones y paradas de diversos sistemas de transporte:
- Línea 5 del Trolebús.
- Algunas rutas del RTP.
- Líneas 6 y 7 del Metrobús.

## Sitios de interés

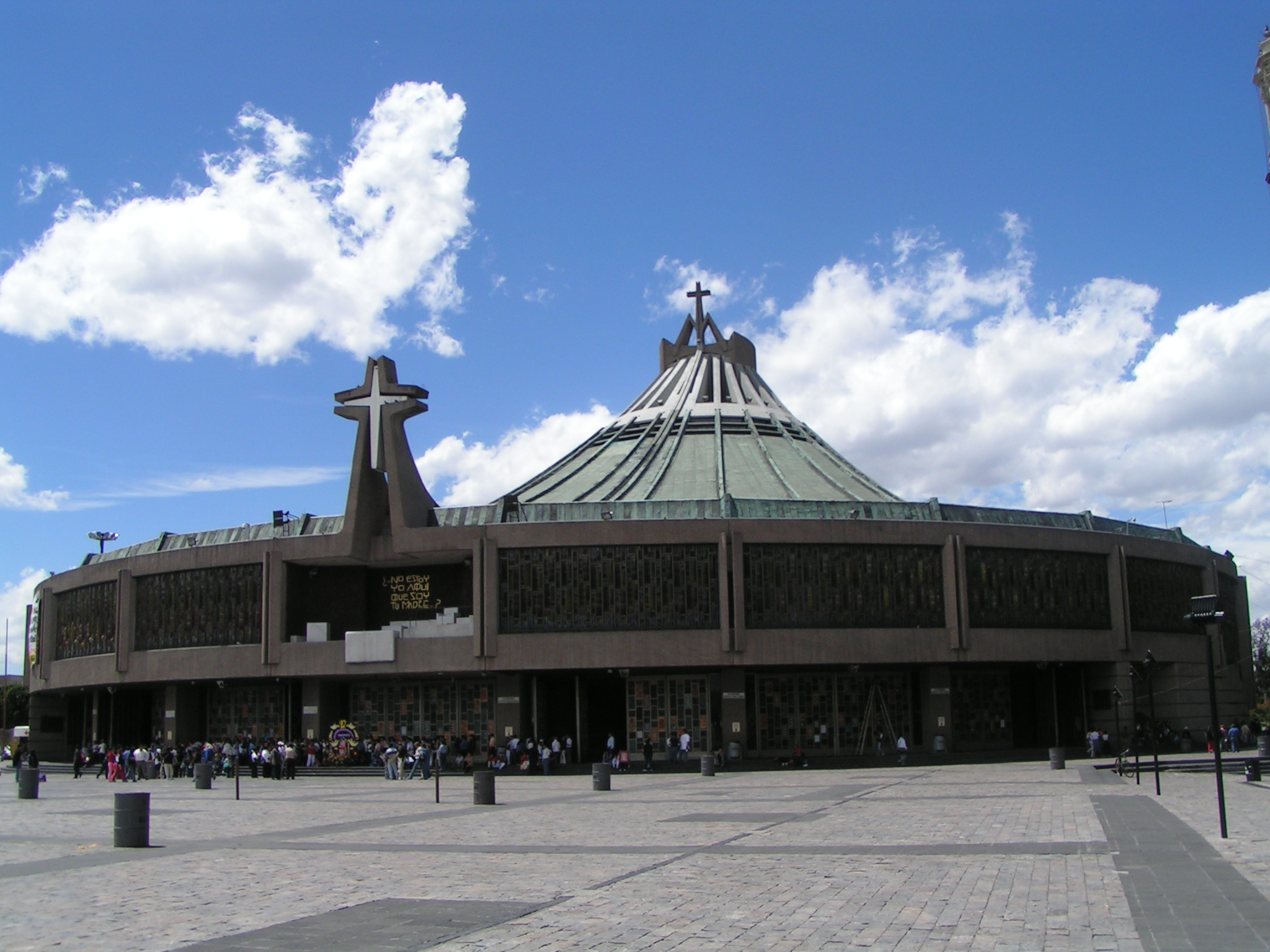
Basílica de Guadalupe.

- Santuario de Nuestra Señora de Guadalupe
- Museo de los Ferrocarrileros
- Edificio de la Alcaldía Gustavo A. Madero
- Plaza Mariana